# Rocher de la Grande Tempête
Pour les articles homonymes, voir La Tempête.
Le rocher de la Grande Tempête (en italien rocca Gran Tempesta) est un sommet des Alpes situé dans le massif des Cerces. C'est le point culminant de la ligne de partage des eaux entre la vallée Étroite et celle de la Clarée.

## Géographie

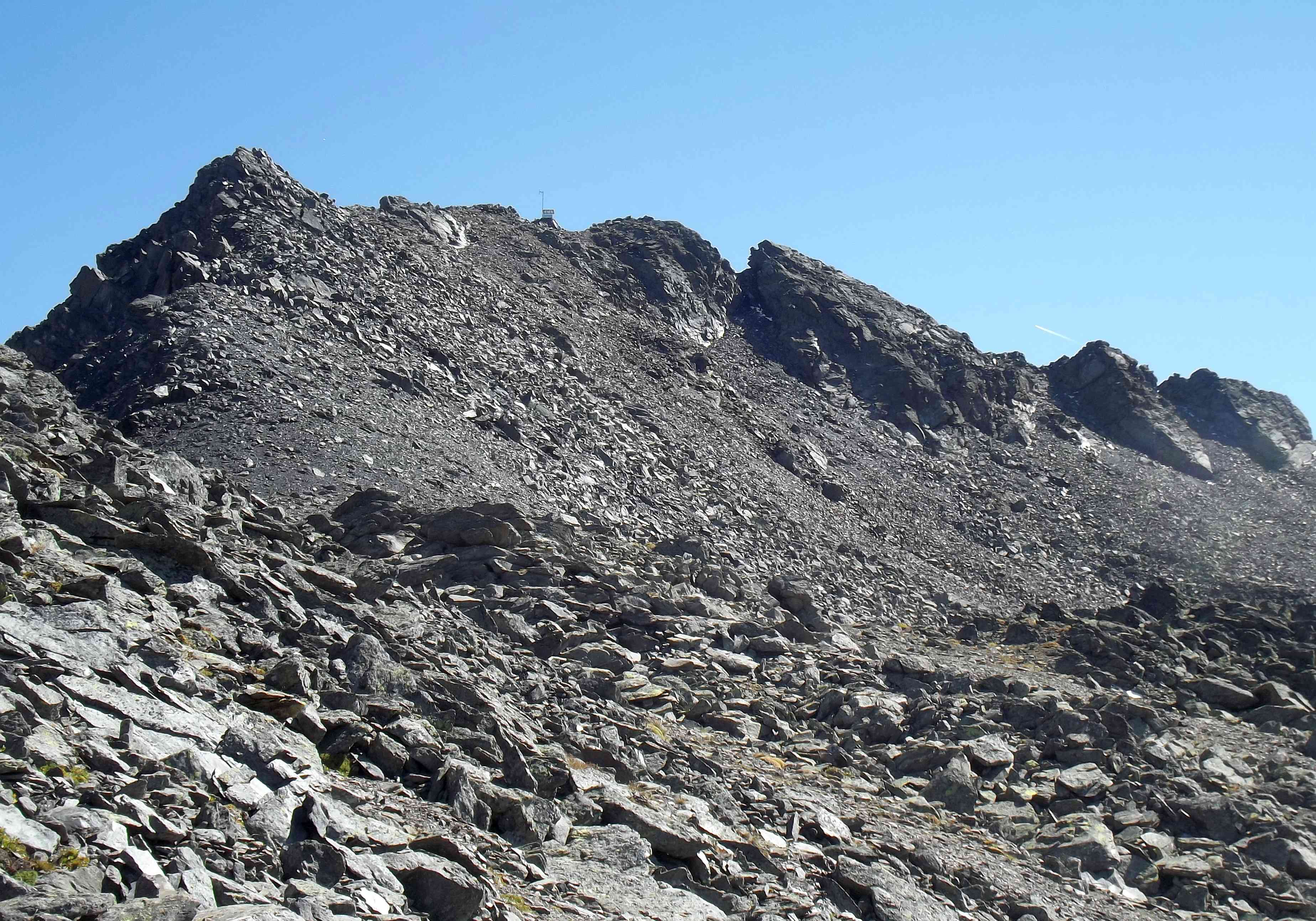
Vue du versant nord-ouest.

Culminant à 3 002 mètres d'altitude, la montagne se situe sur une crête se prolongeant au nord vers la roche du Chardonnet et, au sud, vers le pic du Lac Blanc (2 980 m) et le col de l'Échelle. Une troisième crête, nommée crête des Muandes, part de la montagne en direction de l'ouest.
Administrativement, le rocher de la Grande Tempête appartient à la commune de Névache.

## Histoire
La montagne se trouvait sur la frontière franco-italienne jusqu'en 1947, quand elle est devenue entièrement française par le traité de Paris.

## Ascension
C'est un sommet facile d'accès en randonnée pédestre depuis le refuge des Drayères (vallée de la Clarée) et les lacs des Muandes. Depuis la vallée Étroite l'ascension est moins simple.
L'ascension en ski de montagne depuis les chalets du Laval (vallée de la Clarée) est considérée d'un niveau SM (« skieur moyen »).

### Cartographie
- (it) Istituto Geografico Centrale, Carta dei sentieri échelle 1:50 000 n.1 Valli di Susa Chisone e Germanasca, et échelle 1:25 000 n. 104 Bardonecchia Monte Thabor Sauze d'Oulx